# Floy Anzola
Floy Anzola es un jinete venezolano que compitió en la modalidad de doma. Ganó una medalla de bronce en los Juegos Panamericanos de 1959, en la prueba por equipos.

## Palmarés internacional
| Juegos Panamericanos | Juegos Panamericanos     | Juegos Panamericanos | Juegos Panamericanos |
| Año                  | Lugar                    | Medalla              | Categoría            |
| -------------------- | ------------------------ | -------------------- | -------------------- |
| 1959                 | Chicago (Estados Unidos) | Medalla de bronce    | Por equipos          |